# Tell It to Sweeney

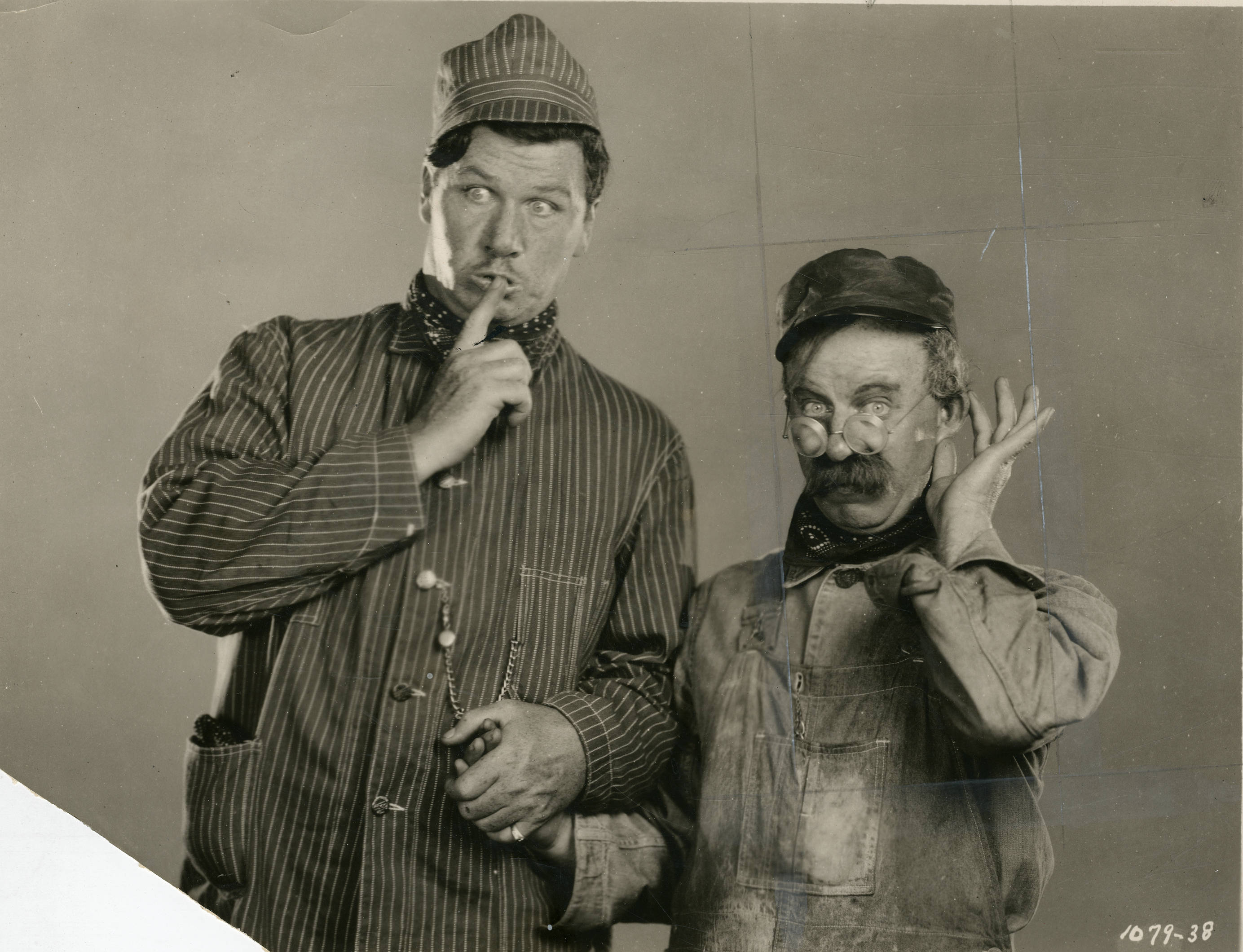
George Bancroft et Chester Conklin : Photo extraite du film.

Tell It to Sweeney est un film américain réalisé par Gregory La Cava et sorti en 1927.

## Synopsis
Luke Beamish est le conducteur de l'Isobel, une vielle locomotive, et Cannonball Casey est aux commandes du Mogul, une locomotive moderne. Cannonball tombe amoureux de Doris, la fille de Luke, qui est très admirée par Jack Sweeney, le fils du président des chemins de fer. Doris rejette les affections de Casey, le considérant comme un tyran, et Casey défie Jack à un match de lutte lors d'un pique-nique.

## Fiche technique
- Réalisation : Gregory La Cava

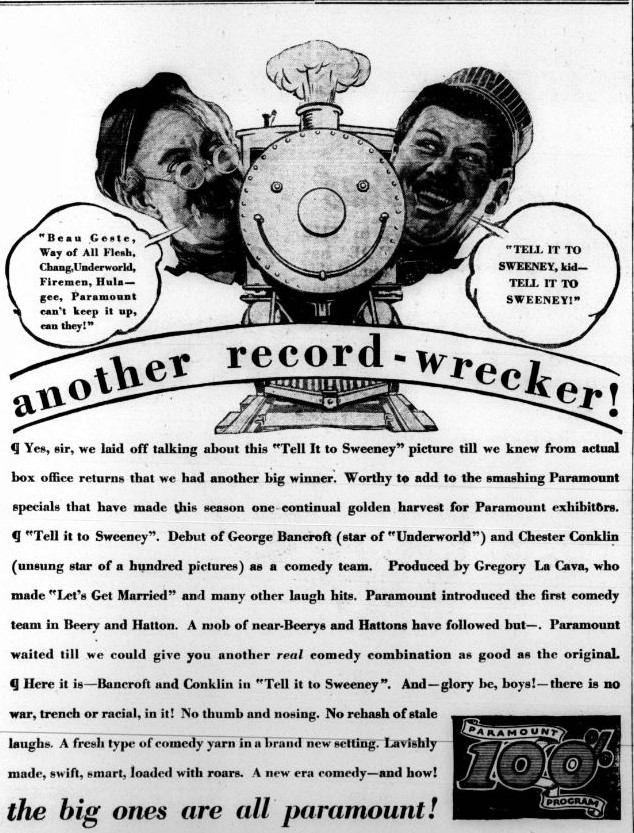
Publicité pour le film Tell It to Sweeney (1927).

- Scénario : Monte Brice, Kerry Clarke, George Marion Jr., Percy Heath
- Producteurs : Gregory La Cava, Jesse L. Lasky, Adolph Zukor, B. P. Schulberg
- Photographie : H. Kinley Martin
- Genre : Comédie[1]
- Production : Famous Players-Lasky Corporation
- Distributeur : Paramount Pictures
- Durée : 60 minutes
- Date de sortie : 24 septembre 1927

## Distribution
- Chester Conklin : Luke Beamish
- George Bancroft : Cannonball Casey
- Jack Luden : Jack Sweeney
- Doris Hill	: Doris Beamish
- Frank Bond : Supt. Dugan
- William H. Tooker : Old Man Sweeney